# سيلايا
بلدية سيلايا (بالإسبانية: Selaya)‏، هي إحدى بلديات منطقة كانتابريا, المصنفة على أنها مقاطعة أيضاً، في شمال إسبانيا.
يبلغ عدد سكانها 1.998 نسمة وفقاً لإحصائية سنة (2002).